# Мартин, Генри (миссионер)
Генри Мартин (англ. Henry Martyn; 18 февраля 1781, Труро, Юго-Западная Англия — 16 октября 1812, Токат) — британский миссионер, проповедовавший в христианство в Индии. Английская детская писательница Мэри Марта Шервуд назвала в его честь своего шестого ребёнка, который позднее стал министром.

## Биография
Генри Мартин родился 18 февраля 1781 в Труро, Корнуолл. Его отец, Джон Мартин, был разведчиком полезных ископаемых в Гвеннапе Получил образование в гимназии Труро под руководством доктора Кардью, осенью 1797 года поступил в колледж Святого Иоанна в Кембридже и в 1801 году получил степень по математике и первую премию Смита. В 1802 году был избран сотрудником колледжа. 
Намеревался стать адвокатом, но в октябре 1802 года случайно услышать Чарльза Симеона, рассказывавшего о «добрых делах», совершённых в Индии одним миссионером, Уильямом Кэри, и спустя некоторое время прочёл жизнеописание Дэвида Брэйнерда, миссионера у индейцев Северной Америки. После этого он решил стать христианским миссионером. 22 октября 1803 года был рукоположён в сан диакона в Эли, а затем стал священником и служил куратом Симеона в церкви Святой Троицы, взяв на себя ответственность и за соседний приход Лолуорт. Собирался предложить свои услуги Церковному миссионерскому обществу, когда бедствие в Корнуолле лишило его и его незамужнюю сестру дохода, оставленного им отцом, и вынудила его зарабатывать деньги, с помощью которых он мог бы содержать и сестру, и себя. В итоге он стал капелланом Британской Ост-Индской компании и отбыл в Индию 5 июля 1805 года.
На протяжении нескольких месяцев находился в Алдине, недалеко от Серампура в октябре 1806 года прибыл в Динапур, где вскоре смог провести богослужение среди туземцев на их родном языке и основал школы. В апреле 1809 года был переведен в Канпур, где продолжил проповедовать, несмотря на сопротивление и угрозы со стороны некоторых местных жителей. 
Параллельно занимался лингвистическими исследовании и уже во время своего пребывания в Динапуре занимался редактированием своего перевода Нового Завета на хиндустани. Вскоре перевёл весь Новый Завет также на урду и на персидский. Перевёл на персидский язык псалмы, Евангелие на иудейско-персидский, а Книгу общих молитв на хиндустани, несмотря на плохое состояние здоровья. 
Врачи предложили ему совершить морское путешествие; он взял отпуск, чтобы отправиться в Персию и исправить свой персидский перевод Нового Завета, откуда хотел отправиться в Аравию и сделать его арабскую версию. Соответственно, 1 октября 1810 года, посчитав свою миссию в Канпуре выполненной, поскольку за день до того там открылась церковь, уехал в Калькутту, откуда отплыл 7 января 1811 года в Бомбей, куда прибыл на свой тридцатый день рождения. Из Бомбея отправился в Бушир, имея письма от сэра Джона Малькольма правителям тех земель, равно как и правителям в Ширазе и Исфахане. После трудного пути от побережья достиг Шираза и вскоре вступил в дискуссию с местными авторитетами, представлявшими различные религии. Предприняв неудачную поездку в Тебриз, чтобы представить шаху свой перевод Нового Завета, заболел лихорадкой и после временного восстановления сил был вынужден искать более подходящий климат. 
12 сентября 1812 года вместе с двумя слугами-армянами перешёл Аракс, отправился из Тебриза в Ереван, из Еревана в Карс, из Карса в Эрзерум, из Эрзерума в Чифлик, в итоге будучи вынужден остановиться в Токате (около Эски-Шехр в Малой Азии), где в то время бушевала эпидемия чумы.
Генри Мартин скончался 6 октября 1812 года.
Его записи были опубликованы Сэмюэлем Уилберфорсом в 1837 году.